# Pseudoschmidtia trilobata
Pseudoschmidtia trilobata är en insektsart som beskrevs av Marius Descamps 1964. Pseudoschmidtia trilobata ingår i släktet Pseudoschmidtia och familjen Euschmidtiidae. Inga underarter finns listade i Catalogue of Life.